# Paul von Stockbauer
Paul Ritter von Stockbauer (* 30. September 1826 in Oberkogl; † 15. November 1893 in Passau) war ein bayerischer Jurist und Politiker.

## Werdegang
Stockbauer ist 1826 als Sohn des Bauern Wolfgang Stockbauer und seiner Frau Theres Weiß in Oberkogl zur Welt gekommen. Er studierte an der Ludwig-Maximilians-Universität Rechtswissenschaft. 1848 wurde er im Corps Bavaria München recipiert. Von 1867 bis zu seinem Tod war er rechtskundiger Bürgermeister von Passau. Von 1870 bis 1875 war er Mitglied der Kammer der Abgeordneten der Bayerischen Ständeversammlung. 1892 wurde er in den persönlichen Adelsstand erhoben.